# Joeri Bilonoh
Joeri Hryhorovych Bilonoh (Oekraïens: Юрій Григорович Білоног; Bilopillja, 9 april 1974) is een Oekraïense kogelstoter. Hij werd olympisch kampioen, wereldkampioen (indoor), Europees kampioen en meervoudig Oekraïens kampioen in deze discipline. Hij nam driemaal deel aan de Olympische Spelen en won hierbij één gouden medaille, die hij overigens eind 2012 weer moest inleveren. Hij is ook een sterk discuswerper, getuige zijn vier nationale titels.

## Biografie

### Jeugd
In 1991 behaalde Bilonoh zijn eerste internationale succes met het winnen van een gouden medaille op het Europees Jeugd Olympisch Festival. Een jaar later kreeg hij internationaal bekendheid met het winnen van de titel bij het kogelstoten op de wereldkampioenschappen voor junioren in Seoel. Hij versloeg met een beste stoot van 18,46 m de Spanjaard Manuel Martínez (zilver) en de Duitser Ralf Kahles (brons).

### Senioren
Met een vijfde plaats op de wereldindoorkampioenschappen in 1995 maakte Joeri Bilonoh zijn entree bij de senioren. Nog datzelfde jaar won hij het kogelstoten op de universiade met 19,70 in de Japanse stad Fukuoka, hetgeen hij in 1997 met 20,34 zou herhalen. Op de WK indoor in 1997 won hij de wereldtitel met een stoot van 21,02 voor zijn landgenoot Oleksandr Bahatsch (zilver; 20,34 m) en de Amerikaan John Godina (brons). Outdoor behaalde hij een vierde plaats op het WK van 1997 in de hoofdstad Athene. Met 20,92 won hij een bronzen medaille bij de Europese kampioenschappen van 1998 achter Bahatsch (goud) en de Duitser Oliver-Sven Buder (zilver).
Op de WK indoor in 1999 won Bilonoh eveneens een bronzen medaille met 20,89 achter Bahatsch en Godina. In datzelfde jaar behaalde hij met 20,60 slechts een vijfde plaats op het WK in Edmonton. Bij zijn olympische debuut in 2000 op de Olympische Spelen van Sydney werd hij eveneens vijfde.
In 2001 werd hij achtste op de WK indoor en zesde op het WK outdoor. Een jaar later won hij weer een belangrijke titel tijdens het Europees kampioenschap. Met 21,37 veroverde hij het goud bij het kogelstoten. In 2003 won hij op de WK indoor en de WK outdoor een bronzen medaille. Indoor eindigde hij met 21,13 achter de Spanjaard Manuel Martínez en John Godina, outdoor stootte hij 21,10, waarmee hij achter de Wit-Rus Andrej Michnevitsj en de Amerikaan Adam Nelson eindigde.
De beste prestatie van zijn sportcarrière leverde Joeri Bilonoh in 2004. Hij begon dat jaar met een achtste plaats op de WK indoor. Dat jaar vertegenwoordigde hij zijn land op de Olympische Spelen van 2004 in Athene. Bilonoh en Adam Nelson stootten beiden 21,16, maar omdat Bilonoh nog tweemaal 21,15 stootte, werd hij olympisch kampioen. Derde bij deze wedstrijd werd de Deen Joachim Olsen met 21,07.
Joeri Bilonoh werd op de WK van 2005 in Helsinki met 20,89 vierde en op de Europese kampioenschappen van 2006 zesde met 20,32. Op de Olympische Spelen van 2008 in Peking kwalificeerde hij zich voor de finale, waar hij met 20,63 een zesde plaats behaalde.
Eind 2012 maakte het IOC bekend dat zij, acht jaar na dato, had besloten om vier atleten hun olympische medailles, behaald op de Olympische Spelen van 2004 in Athene, af te pakken vanwege overtreding van het dopingreglement. Een van hen was Joeri Bilonoh. Het IOC kwam tot dit opmerkelijke besluit, nadat op haar verzoek 105 urinemonsters, waaronder dat van Bilonoh, opnieuw waren geanalyseerd. Deze mogelijkheid bestaat tegenwoordig, sinds alle afgenomen urinemonsters vanaf de Spelen van 2004 worden bewaard in een laboratorium in Lausanne. Op grond van deze uitkomst werd Bilonoh door de IAAF met terugwerkende kracht voor twee jaar geschorst, te beginnen op 18 augustus 2004 en eindigend op 17 augustus 2006.
Bilonoh is aangesloten bij Dynamo Odessa.

## Titels
- Olympisch kampioen kogelstoten - 2004
- Wereldindoorkampioen kogelstoten - 1997
- Europees kampioen kogelstoten - 2002
- Oekraïens kampioen kogelstoten - 2001, 2003, 2005, 2006
- Oekraïens kampioen discuswerpen - 1999, 2001, 2003, 2006
- Wereldjeugdkampioen kogelstoten - 1992

## Persoonlijke records
Outdoor
| Onderdeel    | Prestatie | Datum       | Plaats |
| ------------ | --------- | ----------- | ------ |
| kogelstoten  | 21,81 m   | 3 juli 2003 | Kiev   |
| discuswerpen | 65,53 m   | 26 mei 2003 | Kiev   |

Indoor
| Onderdeel   | Prestatie | Datum            | Plaats |
| ----------- | --------- | ---------------- | ------ |
| kogelstoten | 21,46 m   | 21 februari 2003 | Soemy  |

## Palmares

### kogelstoten
Kampioenschappen
- 1991:  Europees Jeugd Olympisch Festival - 19,45 m (6 kg)
- 1992:  WJK - 18,46 m
- 1995: 5e WK indoor - 19,74 m
- 1995:  Universiade - 19,70 m
- 1996:  Europacup A - 19,86 m
- 1997:  WK indoor - 21,02 m
- 1997:  Universiade - 20,34 m
- 1997: 4e WK - 20,26 m
- 1998:  EK - 20,92 m
- 1998:  Grand Prix Finale - 20,62 m
- 1999:  WK indoor - 20,89 m
- 1999: 5e WK - 20,60 m
- 2000: 5e OS - 20,84 m
- 2000: 4e Grand Prix Finale - 20,76 m
- 2001: 8e WK indoor - 19,71 m
- 2001: 6e WK - 20,83 m
- 2001:  Universiade - 20,16 m
- 2002:  Grand Prix Finale - 20,74 m
- 2002:  EK - 21,37 m
- 2002:  Europacup A - 20,55 m
- 2002: 5e Wereldbeker - 19,88 m
- 2003:  WK indoor - 21,13 m
- 2003:  WK - 21,10 m
- 2003:  Wereldatletiekfinale - 20,53 m
- 2004: 8e WK indoor - 20,26 m
- 2004: DQ OS (was  met 21,16 m)
- 2004: 8e Wereldatletiekfinale - 19,47 m
- 2005: DQ WK (was 4e met 20,89 m)
- 2005: 6e Wereldatletiekfinale - 20,04 m
- 2006: 5e Europacup - 20,15 m
- 2006: DQ EK (was 6e met 20,32 m)
- 2007:  Europese Winterbeker - 19,95 m
- 2008: 5e OS - 20,63 m (na DQ Michnevitsj)

Golden League-podiumplaatsen
- 2000:  Meeting Gaz de France - 21,06 m
- 2000:  Golden Gala - 20,87 m
- 2000:  Bislett Games - 21,05 m
- 2000:  Weltklasse Zürich - 21,00 m
- 2000:  Herculis - 21,02 m
- 2000:  Memorial Van Damme - 21,10 m
- 2000:  ISTAF - 20,57 m